# Tamón
Tamón es una parroquia asturiana del concejo de Carreño, en el norte de España. Cuenta con una superficie de 8,95 kilómetros cuadrados en los que habitan 259 personas según el INE de 2021. Limita al norte con las parroquias de Trasona, en el vecino concejo de Corvera de Asturias y Logrezana, al este con Ambás, por el sur con Solís nuevamente en Corvera y con Serín en el concejo de Gijón y por último al oeste con la parroquia de Cancienes, también en Corvera.

## Entidades de población
Cuenta con las siguientes entidades de población:
- Admiración de la Iglesia (Alrededor de la Ilesia)
- Bardiel
- Las Cabañas (Les Cabañes)
- Calle de la Vega (La Calle la Vega)
- Cascayo (El Cascayu)
- Cotones
- La Fontanina
- La Huelga (La Güelga)
- Maripollín  (Maripullín)
- Monte Grande
- Monte Pando (El Monte'l Pando)
- Orilla del Río (La Vera'l Ríu)
- Redal
- Ribanceo  (El Rioncéu)
- San Martín (Samartín)
- Tabaza
- La Tabla
- Las Trancas (Les Tranques)
- La Vallina
- La Velilla
- La Venta
- Villar de Abajo (Villar de Baxo)
- Villar de Arriba  (Villar de Riba)

## Economía
Las empresas más importantes asentadas en la Parroquia son las multinacionales DuPont Corporation Asturias, dedicada la fabricación de tejidos sintéticos (fibra), fumigadas para uso agrícola. En la factoría también se encuentran los departamentos de la multinacional de finanzas (toda Europa) y Recursos humanos a nivel mundial. Además están Aceralia, Grupo Acelor antigua ENSIDESA (capital público) dedicada a la siderurgia a nivel mundial; y Cogersa, dedicada al tratamiento de residuos dependiente del Principado de Asturias.